# Rapunzel: Wilde haren
Rapunzel: Wilde haren is een Amerikaanse animatiefilm uit 2017, geproduceerd door Walt Disney Television Animation en is het vervolg op de Walt Disney Animation Studios film Rapunzel uit 2010. De film werd voor het eerst uitgezonden op Disney Channel en diende als pilotfilm voor de serie Rapunzels wilde avontuur, waarin het verhaal verderging.

## Verhaal
Het is zes maanden later waar de film Rapunzel is geëindigd en Rapunzel wordt bijna gekroond tot een officiële prinses. Rapunzel kan maar moeilijk wennen aan het prinsessen leven en wil graag meer tijd voor haarzelf. Haar vader verbiedt dit echter omdat hij bang is haar opnieuw kwijt te raken.
Op de avond van haar kroning doet Eugene haar een huwelijksaanzoek, Rapunzel weigert dit omdat Eugene heel zijn leven in het kasteel wil blijven. Rapunzel rent hierop de zaal uit. Later op de avond helpt Cassandra, Rapunzels hofdame, om samen haar het kasteel uit te smokkelen. Hierop gaan Rapunzel en Cassandra de muur van Corona, het land van Rapunzel, over. Cassandra laat hier Rapunzel de plek zien waar de magische bloem is gevonden, die haar moeder hielp te genezen. De plek is alleen omringd door vreemde stenen, die niet kapot te krijgen zijn. Rapunzel voelt zich aangetrokken tot de stenen en raakt er één aan, waarop er een luide knal en veel licht plaatsvindt. Opeens springen er meer stenen omhoog en Rapunzel en Cassandra moeten rennen voor hun leven. Ook groeit het haar van Rapunzel plotseling terug.
Als de morgen aanbreekt sluipen Rapunzel en Cassandra weer het kasteel in. Hier ontdekt Eugene de staat van Rapunzels haar. Om het haar voor haar ouders verborgen te houden zet Cassandra een grote Franse pruik bij Rapunzel op haar hoofd. 
Ondertussen probeert een mysterieuze Vrouwe Caine om wraak te nemen op de koning, omdat hij haar vader na de verdwijning van Rapunzel had laten op pakken ook al was hij maar een dief. Haar handlangers laten zich gewillig oppakken en in de gevangenis gooien. Hierop bevrijdt Vrouwe Caine, die zich voordoet als een hertogin, haar handlangers. Vrouwe Caine en haar boeven verstoren de kroning en zetten de koning gevangen. Nu kan Rapunzel haar haren niet meer verborgen houden en redt haar vader en de inwoners van het koninkrijk. 
Die avond vertelt Rapunzel haar vader wat er de avond van tevoren is gebeurd. De koning is nu nog onzekerder over Rapunzels veiligheid en verbiedt haar het kasteel te verlaten zonder zijn toestemming. Rapunzel is verdrietig over deze beslissing waarop Eugene de kamer binnenkomt en haar een beetje opbeurt. Eugene zegt sorry over de manier waarop hij haar aandrong om met hem te trouwen en Rapunzel zegt sorry voor haar reactie hierop. Nadat Eugene is vertrokken leest Rapunzel een stuk in het dagboek dat ze van haar moeder kreeg, hierdoor wil ze ondanks de dingen die haar te wachten staan, haar leven gaan leven.
Een beetje later zien we een mysterieuze figuur op de plek aankomen waar de magische bloem is gevonden, met nog meer stenen die de plek bedekken.

## Stemverdeling
| Personage                        | Engelse stem   | Nederlandse/Vlaamse stem |
| -------------------------------- | -------------- | ------------------------ |
| Rapunzel                         | Mandy Moore    | Kim-Lian van der Meij    |
| Eugene "Flynn Rider" Fitzherbert | Zachary Levi   | Reuben De Boel           |
| Cassandra                        | Eden Espinosa  | Ann Van den Broeck       |
| koningin Arianna                 | Julie Bowen    | Anneke Beukman           |
| koning Frederic                  | Clancy Brown   | Leo Richardson           |
| Neuzenvreugd                     | Jeffrey Tambor | Dennis Willekens         |
| Piet de wachter                  | Sean Hayes     | Jan Van Hecke            |
| Stan de wachter                  | Diedrich Bader | Johan De Paepe           |
| wachtcommandant                  | M. C. Gainey   | Marcel Jonkers           |
| vrouwe Caine                     | Laura Benanti  | Donna Vrijhof            |
| Attila                           | Steven Blum    |                          |
| Pocket                           | Jess Harnell   | Paul Disbergen           |